# Ryan Hanigan
Ryan Michael Hanigan (né le 16 août 1980 à Washington, District de Columbia, États-Unis) est un receveur de la Ligue majeure de baseball.

## Carrière

### Reds de Cincinnati

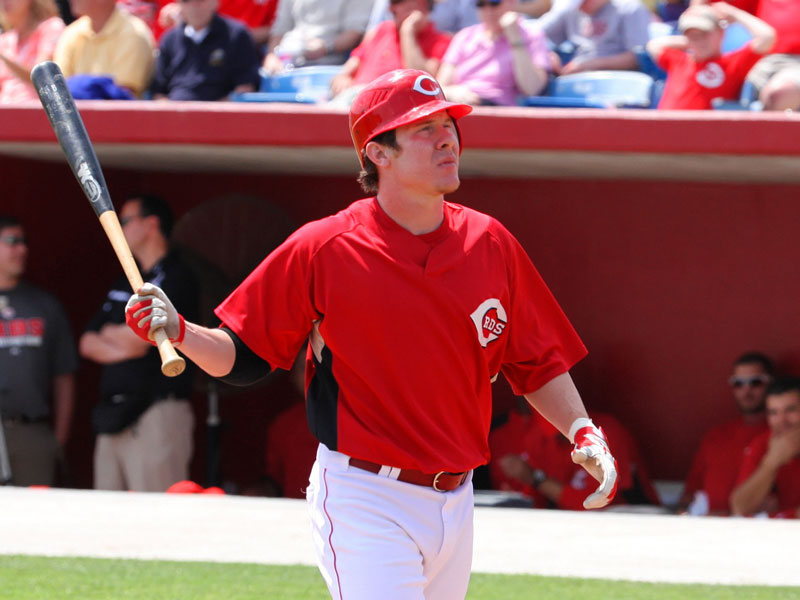
Ryan Hanigan en 2009 avec les Reds de Cincinnati.

Après des études secondaires à la Andover High School de Andover (Massachusetts), Ryan Hanigan suit des études supérieures au Rollins College.  
Non sélectionné lors du repêchage de juin 2002, il signe comme agent libre amateur chez les Reds de Cincinnati le 23 août 2002.
Il passe cinq saisons en Ligues mineures avant d'effectuer ses débuts en Ligue majeure le 9 septembre 2007.
Receveur d'abord réserviste, Hanigan est celui qui dispute le plus de matchs à cette position pour les Reds en 2009. Il frappe dans une moyenne au bâton de ,263 avec trois coups de circuit et 11 points produits.
En 2010, Hanigan frappe pour ,300 en 70 parties avec 40 points produits. 
En 2011, il joue 91 parties, un sommet pour lui en une saison depuis le début de sa carrière. Il maintient une moyenne au bâton de ,267 avec 31 points produits et un record personnel de 6 circuits.
La saison 2012 est celle où il dispute le plus grand nombre de matchs pour les Reds, soit 112. Il maintient une moyenne au bâton de ,274 avec deux circuits et 24 points produits, aidant l'équipe à décrocher le titre de la division Centrale de la Ligue nationale. En séries éliminatoires, il obtient 3 coups sûrs en 4 matchs dans la Série de divisions face aux Giants de San Francisco.
Sa moyenne au bâton en 2013 est sa plus faible en carrière : seulement ,198 avec 2 circuits et 21 points produits en 75 matchs joués pour Cincinnati, où il partage le travail derrière le marbre avec Devin Mesoraco.

### Rays de Tampa Bay
Le 3 décembre 2013, Hanigan passe des Reds aux Rays de Tampa Bay dans une transaction à trois clubs impliquant aussi les Diamondbacks de l'Arizona. Les Rays ne cèdent qu'un joueur des ligues mineures (le lanceur droitier Justin Choate) aux Diamondbacks dans cet échange, alors qu'Arizona transfère à Cincinnati le lanceur gaucher David Holmberg.
En 84 matchs des Rays en 2014, Hanigan frappe 5 circuits, produit 34 points et relève légèrement sa moyenne au bâton à ,218. 

### Red Sox de Boston
Le 19 décembre 2014, Hanigan est pour la deuxième fois en un an impliqué dans un échange à 3 clubs, cette fois impliquant les Rays, les Padres de San Diego et les Nationals de Washington. La présence de ce dernier club dans ce transfert de 11 joueurs ne touche pas Hanigan, qui passe aux Padres en compagnie du voltigeur Wil Myers, du lanceur droitier Gerardo Reyes et du lanceur gaucher José Castillo, alors que Tampa Bay reçoit de San Diego le receveur Rene Rivera, le premier but Jake Bauers et le lanceur droitier Burch Smith, tandis que Washington reçoit de San Diego l'arrêt-court Trea Turner et le lanceur droitier Joe Ross. Quelques heures plus tard, cependant, les Padres échangent Hanigan aux Red Sox de Boston contre le joueur de troisième but Will Middlebrooks.

### Phillies de Philadelphie
Le 25 janvier 2017, Hanigan signe un contrat des ligues mineures avec les Phillies de Philadelphie.

## Statistiques
| Saison | Équipe     | G   | AB  | R  | H   | 2B | 3B | HR | RBI | SB | BA   |
| ------ | ---------- | --- | --- | -- | --- | -- | -- | -- | --- | -- | ---- |
| 2007   | Cincinnati | 5   | 10  | 3  | 3   | 1  | 0  | 0  | 2   | 0  | .300 |
| 2008   | Cincinnati | 31  | 85  | 9  | 23  | 2  | 0  | 2  | 9   | 0  | .271 |
| 2009   | Cincinnati | 90  | 251 | 22 | 66  | 6  | 1  | 3  | 11  | 0  | .263 |
| 2010   | Cincinnati | 70  | 203 | 25 | 61  | 11 | 0  | 5  | 40  | 0  | .300 |
| Totaux | Totaux     | 196 | 549 | 59 | 153 | 20 | 1  | 10 | 62  | 0  | .279 |

| Saison | Équipe     | G | AB | R | H | 2B | 3B | HR | RBI | SB | BA   |
| ------ | ---------- | - | -- | - | - | -- | -- | -- | --- | -- | ---- |
| 2010   | Cincinnati | 2 | 4  | 0 | 0 | 0  | 0  | 0  | 0   | 0  | .000 |
| Totaux | Totaux     | 2 | 4  | 0 | 0 | 0  | 0  | 0  | 0   | 0  | .000 |

Note : G = Matches joués ; AB = Passages au bâton; R = Points ; H = Coups sûrs ; 2B = Doubles ; 3B = Triples ; 
HR = Coup de circuit ; RBI = Points produits ; SB = Buts volés ; BA = Moyenne au bâton.